# 고령 관음사 아미타여래도
고령 관음사 아미타여래도(高靈 觀音寺 阿彌陀如來圖)는 경상북도 고령군 대가야읍, 관음사에 있는 불화이다. 2019년 3월 25일 경상북도의 문화재자료 제672호로 지정되었다.

## 개요
이 아미타여래도는 1908년(隆熙 2)에 금어(金魚)인 원일(圓日)과 진규(眞珪)에 의해 제작된 화면 109.8×157.3cm 크기의 불화이다. 중앙의 아미타여래를 중심으로 하단에는 유희좌 형식의 보살 4위, 상단에는 시립한 가섭과 아난, 4위의 보살이 일렬로 배치되어 있다. 불화의 구도와 보살의 유희좌, 채색 및 인물의 표현 기법 등에서 19세기 사불산화파 및 기전(琪銓), 전기(典琪) 등에 의해 제작된 경상도 일대의 전통불화의 특징이 간취된다.
화기(畵記)를 통해 제작시기와 제작자, 봉안처를 명확히 알 수 있을 뿐만 아니라 19세기 범어사, 해인사 및 동화사 등 경상도 일대에서 제작되었던 전통불화의 구도와 도상 및 양식적 특징을 계승한 작품으로서 학술적 가치가 높다고 판단되므로 문화재자료로 지정한다.

## 참고 문헌
- 고령 관음사 아미타여래도 - 국가유산청 국가유산포털